# Berta Zimmermann
 Berta Zimmermann  née le 27 septembre 1902 à Zurich est une femme politique suisse.

## Biographie
Elle est née en 1902 à Zurich. Elle se marie avec Fritz Platten, le fondateur du parti communiste suisse. En 1923 ils partent ensemble en Union soviétique. À Moscou elle travaille pour Internationale communiste comme secrétaire pour Ossip Piatnitski et Alexandre Abramov-Mirov.   
En 1931 elle est envoyée à Paris pour diriger un service clandestin du Komintern. En juin 1937 elle a été rappelée en URSS. Quand elle arrive avec d'autres militants, elle est emmenée à la Loubianka, le centre de détention de la police de Moscou. Après un court interrogatoire elle est exécutée le 14 novembre 1937. Sa camarade Lydia Dübi est aussi exécutée en 1937. En 1942, Fritz Platten est également victime des purges de Staline.